# رالف ريجينفانو
رالف جون ريجينفانو (ولد في 20 سبتمبر 1970 في سوفا، فيجي) سياسي وفنان وعالم إنسان من فانواتو. وكان عضوًا في البرلمان منذ شهر سبتمبر من عام 2008 وعضوًا في مجلس الوزراء لمعظم الفترة الممتدة من ديسمبر من عام 2010 حتى يناير من عام 2012 ومن ثم منذ مارس من عام 2013 حتى شهر يونيو من عام 2015، وكان مدير المجلس الثقافي الوطني في فانواتو منذ عام 2015 حتى ديسمبر من عام 2010.
كان ريجينفانو شخصية بارزة في العالم الثقافي لفانواتو، بشكل أساسي كمنظم لحماية المعرفة الثقافية والتنمية المستدامة كباحث، وأيضًا، بدرجة أقل، كفنان تشكيلي ورسام. مثل ريجينفانو فانواتو وثقافتها على نطاق دولي، ولا سيما من خلال منظمة اليونسكو. كان تحوله إلى السياسية سريعًا في عام 2008، في سن صغير نسبيًا، ومنحته حملته الناجحة لأن ينتخب عضوًا في البرلمان دعمًا شعبيًا وفي وسائل الإعلام. بصفته عضوًا في البرلمان، سعى ريجينفانو إلى التعريف بأنشطته ومناقشة القضايا السياسية بصورة مباشرة مع أفراد من عامة الشعب، واستخدم أيضًا مخصصاته البرلمانية للمساعدة في تمويل منح الطلاب والمشاريع التجارية لدى الشباب. بعد مرور ثلاثة أشهر على انتخابه، تعرض ريجينفانو للاعتقال ووجهت له تهم مساعدة السجناء الذي كانوا قد فروا من السجن. أسقطت هذه التهم عن ريجينفانو لاحقًا. في أواخر العام 2010، أسس حزبه السياسي الخاص قبل فترة قصيرة من تعيينه في مجلس الوزراء.
منذ شهر ديسمبر من عام 2017 حتى أبريل من عام 2020، شغل ريجينفانو منصب وزير الشؤون الخارجية في فانواتو، وسعى بشكل خاص وراء حشد المجتمع الدولي تأييدًا لحق شعب بابوا الغربية في تقرير المصير. ترأس ريجينفانو منذ شهر أبريل من عام 2020 المعارضة في البرلمان.

## نشأته
ولد رالف في 20 سبتمبر من عام 1970 لدوروثي وسيثي ريجينفانو في مشفى ذكرى الحرب الكولونيالية في سوفا فيجي. أصبح سيثي ريجينفانو، المولود في مالاكولا، في وقت لاحق سياسيًا بارزًا في فانواتو ما بعد الاستقلال: إذ شغل مناصب نائب رئيس الوزراء ووزير الشؤون الداخلية في حكومة رئيس الوزراء وولتر ليني في الثمانينيات من القرن العشرين. كانت دوروثي ريجينفانو، التي كان اسمها عند ولادتها في أستراليا دوروثي روتر، راهبة في الكنيسة المشيخية. وكان سيثي ريجينفانو يقيم في سوفا للدراسة في الكنيسة اللاهوتية للسلام حين ولد رالف، الذي كان طفله وطفل دوروثي الأول. كان رالف يبلغ من العمر 3 سنوات حين تركت أسرته فيجي وانتقلت إلى أستراليا، ومن ثم عادت إلى فانواتو (التي كانت في تلك الآونة أرض سيادة مشتركة بين فرنسا وبريطانيا تابعة لمجموعة جزر هيبريدس الجديدة). كان لدى رالف 4 أشقاء يصغرونه سنًا، وكانوا جميعهم ذكورًا: نيكيل بيريف (ولد في عام 1974) ومالباتي (ولد عام 1975) وريغسون تايريتس (ولد في عام 1982) وجورج مايكل (ولد في عام 1984).

## العمل في مجال الثقافة
درس ريجينفانو علم الإنسان وعلم الآثار ودراسات التنمية في جامعة أستراليا الوطنية، ونال درجة شرف في دراسات التنمية في عام 1991، قبل أن يصبح أمين المتحف الوطني في فانواتو. وصفته صحيفة لي نوفيل كاليدونيين بأنه «عالم الإنسان الأول في فانواتو». 
في عام 1994، كان ريجينفانو عضوًا مؤسسًا لجمعية متاحف جزر المحيط الهادئ، وكان عضوًا في مجلسه التنفيذي التأسيسي منذ عام 1997 حتى عام 2009. 
كان ريجينفانو منذ عام 1995 حتى عام 2006 مدير المركز الثقافي في فانواتو، وأوكلت إليه لاحقًا مهمة الإشراف على «سنة الاقتصاد التقليدي» التي كانت قائمة في فانواتو (في عامي 2007 و2008)، تماشيًا مع سياسة الحكومة التي كانت تهدف إلى صون عناصر الاقتصاد الأصلي التقليدي وحمايتها وتنشيطها أو إحيائها. في عام 1992، ساعد ريجينفانو في رسم سياسة البحث الثقافي في فانواتو التي باتت سارية في عام 1993 وكان مؤيدًا بارزًا لحماية التنوع الحيوي في البلاد. وأيد استخدام قانون العرف على حساب نظام قانوني مستمد من النموذجين الفرنسي والبريطاني ضمن نطاق محكمة الأحداث. وتحدث على أنه بالرغم من إقرار الدستور كلًا من «القيم الميلانيسية التقليدية» والمسيحية كأساسين للمجتمع الفانواتي الحديث، فإن الأخيرة تميل إلى أن تطغى على الأول. وحاول ريجينفانو التشديد على أهمية الأعراف الأصلية وعلى أنها ما تزال ملائمة في الوقت الحاضر. وصفت صحيفة فانواتنو ديلي بوست ريجينفانو على أنه «سلطة دولية على الثقافة التقليدية». 
في عام 1996، ترأس ريجينفانو إقامة مهرجان الموسيقى السنوي فيست نابوان، الذي وصف من قبل مكتب السياحة في فانواتو على أنه «الحدث الثقافي الأهم في السنة»، ووصفته صحيفة فانواتنو ديلي بوست على أنه «واحد من المهرجانات الموسيقية الرئيسية في جنوب المحيط الهادئ». في عام 2010، استمر المهرجان 5 أيام وجذب حضورًا زاد عددهم عن 30 ألف شخص. في السابق، كان المهرجان يجذب موسيقيين من خلقدونيا الجديدة وجزر سولومون وفيجي وبابوا الغربية وجزيرة إيستر وبابوا غينيا الجديدة وأستراليا ونيوزيلندا، وفي عام 2004 بثت هيئة البث الأسترالية المهرجان مباشرة. في عام 2010، بقي ريجينفانو ناشطًا في تنظيم المهرجان وترأس جمعية فيست نابوان، وأعلن أن ثيمة تلك السنة ستكون «النساء في الموسيقى»، للترويج لموسيقيات من مناطق المحيط الهادئ ولمحاربة الانحياز الجندري في صناعة الموسيقى. 
في عام 1998، بدأ ريجينفانو بالعمل بالتعاون مع منظمة اليونسكو بصفته مبعوثًا عن فانواتو وعن جزر المحيط الهادئ عمومًا. منذ ذلك الوقت، مثل ريجينفانو فانواتو خلال عدد من المؤتمرات الدولية. وحتى عام 2003، كان سكرتير المجلس التنفيذي لجمعية متاحف المحيط الهادئ. وكان حتى عام 2007 عضوًا في لجنة الخبراء الاستشارية للتقرير العالمي لمنظمة اليونسكو عن التنوع الثقافي. وكان أيضًا عضوًا في هيئة المحلفين في تقييم المواد المحتملة ضمن قائمة روائع التراث الشفهي اللامادي للإنسانية. 
في عام 2004، أطلق ريجينفانو مبادرة تسمية المواقع المرتبطة بروي ماتا كمواقع تراث عالمي تابعة لليونسكو، والتي كانت أولى مبادرة من نوعها، والتي أتمت في عام 2008. وشارك ريجينفانو أيضًا في استخراج موقع آخر يحتوي على «أقدم القبور في إقليم المحيط الهادئ» و«المقبرة الوحيدة العائدة لثقافة لابيتا» التي عثر عليها في أي مكان حتى الآن. 
في عام 2005، تضمنت المشاريع التي كان ريجينفانو يعمل عليها «مشروعًا لتقوية الاقتصاد التقليدي واستخدام مواد الثروة التقليدية» في فانواتو، و «مشروعًا لتنشيط الرسوم الرملية» وفيست نابوان و«تقوية جمعية متاحف جزر المحيط الهادئ» التي كان عضوًا في مجلس إدراتها. 
في أبريل من عام 2005، حين فرض مالفاتو ماوري (مجلس الرؤساء الوطني) حظرًا على عرف الصداق، نظم ريجينفانو لقاء بين الزعماء يهدف إلى إيجاد «توازن واقعي بين التقاليد والحداثة» ضمن أعراف فانواتو المعاصرة. 
في شهر يونيو من عام 2006، وبصفته مديرًا للمركز الثقافي في فانواتو، شارك ريجينفانو في مناقشة حول ملكية المواضيع الثقافية نظمها متحف برانلي في باريس. 
في 10 نوفمبر من عام 2006، منحت حكومة فرنسا ريجينفانو وسام الفنون والآداب الفرنسي (كفارس في الفنون والآداب) تقديرًا لأعماله في مجال الثقافة وبشكل خاص تقديرًا لسنوات عمله مع المركز الثقافي في فانواتو. بعد 7 أيام، منح ريجينفانو لقب ليبيخمال تاه تومات (حارس ناكامال المقدس (بيت الناس)) من قبل ماتياس باتيك، زعيم شعب نيندي في الخليج الجنوبي الغربي، مالاكولا. يشرح المركز الثقافي في فانواتو أن اللقب «يأتي مع حصوله على العلامة الأعلى ضمن واحد من أنظمة احتساب العلامات التقليدية» في الإقليم. تقاعد ريجينفانو من منصبه كمدير للمركز الثقافي في شهر ديسمبر من عام 2006، ودخل ميدان السياسية لاحقًا. في ديسمبر من عام 2010، ومع تعيينه وزيرًا الدولة، تقدم ريجينفانو باستقالته كمدير للمجلس الثقافي الوطني في فانواتو. إلا أنه تابع دمجه بين اهتمامه بالمجال الثقافي وبين مسيرته السياسية.
في يونيو من عام 2009، خلال لقاء جمع العديد من الجماعات الميلانسية في مادانغ (بابوا غينيا الجديدة)، شارك رالف ريجينفانو في تأسيس إم آي إل دي إيه (تحالف الدفاع عن الأرض الأصلية الميلانسية). وترأس اجتماعًا ثانيًا لإم آي إل دي إيه في قرية ميلي (إيفاتي، فانواتو) في يونيو من عام 2009. وبقي ناشطًا في الدفاع عن نظام الأراضي العرفي.
في يناير من عام 2010، حضر ريجينفانو افتتاح مبنى جديد في متحف علم الإنسان في فانكوفر بصفته ممثلًا رسميًا «لكافة المتاحف في إقليم الهادئ». وكانت دعوته عائدة إلى «مشاركاته القوية في التحضير لمعرض جزر الهادئ».
في فبراير من عام 2015، اختير ريجينفانو لتمثيل جزر الهادئ في المجلس الاستشاري لمركز أبحاث اللغة في الجامعة الوطنية الأسترالية.